# 瓦茨拉夫二世 (拉蒂博日)
瓦茨拉夫二世（捷克語：Václav IV. Ratibořský，約1405年—1456年10月29日），拉蒂博日公爵，揚二世的長子，1424年至1456年在位。

## 家庭
1437年，瓦茨拉夫與沙莫圖維的瑪克圖（Markétou z Szamotuł）結婚，兩人共有1子2女：
1. 揚五世（—1493年）
2. 卡塔里娜（—1480年）
3. 海倫娜（—1480年）